# Salten tingrett
Salten tingrett is een tingrett (kantongerecht) in de Noorse fylke Nordland. Het gerecht is gevestigd in Bodø. Het gerechtsgebied omvat  de gemeenten Beiarn, Bodø, Fauske, Gildeskål, Meløy, Røst, Saltdal, Steigen, Sørfold en Værøy. Daarnaast hoort het eiland Jan Mayen tot het rechtsgebied van het tingrett. 
Het gerecht maakt deel uit van het ressort van Hålogaland lagmannsrett. In zaken waarbij beroep is ingesteld tegen een uitspraak van Salten zal de zitting van het lagmannsrett ook worden gehouden in Bodø.